# Rạch Giá
Rạch Giá is de stad en tevens de hoofdstad van de Vietnamese provincie Kiên Giang in het zuidwesten van Vietnam, circa 200 kilometer ten zuiden van de Cambodjaanse grens. De plaats ligt aan de Golf van Thailand op een afstand van ongeveer 250 km ten westen van Ho Chi Minhstad.
Het centrum bevindt zich aan het einde van de Điện Biên Phủ, alwaar de markt is. De stad kent een aantal erg brede boulevards voor het verkeer. De stad is niet erg toeristisch ingesteld, zo is er bijvoorbeeld geen strand met bijbehorende voorzieningen. Er is slechts één verbindingsweg tussen Rạch Giá en Ho Chi Minhstad, en deze weg heeft slechts twee rijbanen. De stad heeft een lokaal vliegveld vanwaar een vliegtuig genomen kan worden naar vrijwel alle andere vliegvelden binnen Vietnam. Rạch Giá heeft een haventje, alwaar men kan opstappen naar het toeristischer eiland Dâo Phu Quóc. 
Ongeveer 90 kilometer naar het noordwesten ligt de tweede grote stad van de provincie, Hà Tiên. Circa 100 kilometer recht noordwaarts ligt het stadje Châu Dóc. 
Iets ten zuiden van Rạch Giá is een groot deltagebied met veel groen en natuur.

## Administratieve eenheid
Rạch Giá bestaat uit meerdere administratieve eenheden, te weten elf phường en een xã.
- Phường An Bình
- Phường An Hòa
- Phường Rạch Sỏi
- Phường Vĩnh Bảo
- Phường Vĩnh Hiệp
- Phường Vĩnh Lạc
- Phường Vĩnh Lợi
- Phường Vĩnh Quang
- Phường Vĩnh Thanh
- Phường Vĩnh Thanh Vân
- Phường Vĩnh Thông
- Xã Phi Thông